# 中村忠英
中村 忠英（なかむら ただひで、1897年（明治30年）7月16日 - 1984年（昭和59年）1月20日）は、大日本帝国陸軍軍人。最終階級は陸軍少将。

## 経歴
1897年（明治30年）に愛媛県で生まれた。陸軍士官学校第31期、陸軍大学校第41期卒業。1940年（昭和15年）に陸軍歩兵大佐に進級、1941年（昭和16年）に第53師団参謀長に就任。1944年（昭和19年）7月29日に第7方面軍司令部附に転じ、8月1日に陸軍少将に進級。太平洋戦争に出動した。同年11月22日に第94歩兵団長に就任し、スンゲイパタニの治安維持に当たった。1945年（昭和20年）6月8日に陸軍歩兵学校附を経て、8月19日に第322師団長心得に補された。
1947年（昭和22年）11月28日、公職追放仮指定を受けた。